# Kjeld Nuis
Kjeld Nuis (Leiden, 10 de noviembre de 1989) es un deportista neerlandés que compite en patinaje de velocidad sobre hielo.
Participó en dos Juegos Olímpicos de Invierno, obteniendo en total tres medallas, dos de oro en Pyeongchang 2018, en las pruebas de 1000 m y 1500 m, y una de oro en Pekín 2022, en 1500 m.
Ganó quince medallas en el Campeonato Mundial de Patinaje de Velocidad sobre Hielo en Distancia Individual entre los años 2011 y 2024, y cuatro medallas en el Campeonato Mundial de Patinaje de Velocidad sobre Hielo en Distancia Corta entre los años 2016 y 2019.
Además, obtuvo cuatro medallas en el Campeonato Europeo de Patinaje de Velocidad sobre Hielo en Distancia Individual, en los años 2022 y 2024, y una medalla de plata en el Campeonato Europeo de Patinaje de Velocidad sobre Hielo en Distancia Corta de 2017.

## Palmarés internacional
| Juegos Olímpicos                           | Juegos Olímpicos                | Juegos Olímpicos  | Juegos Olímpicos      |
| Año                                        | Lugar                           | Medalla           | Prueba                |
| ------------------------------------------ | ------------------------------- | ----------------- | --------------------- |
| 2018                                       | Pyeongchang (Corea del Sur)     | Medalla de oro    | 1000 m                |
| 2018                                       | Pyeongchang (Corea del Sur)     | Medalla de oro    | 1500 m                |
| 2022                                       | Pekín (China)                   | Medalla de oro    | 1500 m                |
| Campeonato Mundial en Distancia Individual |                                 |                   |                       |
| Año                                        | Lugar                           | Medalla           | Prueba                |
| 2011                                       | Inzell (Alemania)               | Medalla de plata  | 1000 m                |
| 2012                                       | Heerenveen (Países Bajos)       | Medalla de plata  | 1000 m                |
| 2015                                       | Heerenveen (Países Bajos)       | Medalla de bronce | 1000 m                |
| 2016                                       | Kolomna (Rusia)                 | Medalla de plata  | 1500 m                |
| 2016                                       | Kolomna (Rusia)                 | Medalla de bronce | 1000 m                |
| 2017                                       | Gangneung (Corea del Sur)       | Medalla de oro    | 1000 m                |
| 2017                                       | Gangneung (Corea del Sur)       | Medalla de oro    | 1500 m                |
| 2019                                       | Inzell (Alemania)               | Medalla de oro    | Velocidad por equipos |
| 2019                                       | Inzell (Alemania)               | Medalla de bronce | 1000 m                |
| 2020                                       | Salt Lake City (Estados Unidos) | Medalla de oro    | 1500 m                |
| 2020                                       | Salt Lake City (Estados Unidos) | Medalla de plata  | 1000 m                |
| 2021                                       | Heerenveen (Países Bajos)       | Medalla de plata  | 1500 m                |
| 2023                                       | Heerenveen (Países Bajos)       | Medalla de plata  | 1500 m                |
| 2024                                       | Calgary (Canadá)                | Medalla de plata  | 1500 m                |
| 2024                                       | Calgary (Canadá)                | Medalla de bronce | 1000 m                |
| Campeonato Mundial en Distancia Corta      |                                 |                   |                       |
| Año                                        | Lugar                           | Medalla           | Prueba                |
| 2016                                       | Seúl (Corea del Sur)            | Medalla de plata  | Clasificación general |
| 2017                                       | Calgary (Canadá)                | Medalla de bronce | Clasificación general |
| 2018                                       | Changchun (China)               | Medalla de plata  | Clasificación general |
| 2019                                       | Heerenveen (Países Bajos)       | Medalla de bronce | Clasificación general |
| Campeonato Europeo en Distancia Individual |                                 |                   |                       |
| Año                                        | Lugar                           | Medalla           | Prueba                |
| 2022                                       | Heerenveen (Países Bajos)       | Medalla de oro    | 1500 m                |
| 2022                                       | Heerenveen (Países Bajos)       | Medalla de plata  | 1000 m                |
| 2024                                       | Heerenveen (Países Bajos)       | Medalla de oro    | 1000 m                |
| 2024                                       | Heerenveen (Países Bajos)       | Medalla de plata  | 1500 m                |
| Campeonato Europeo en Distancia Corta      |                                 |                   |                       |
| Año                                        | Lugar                           | Medalla           | Prueba                |
| 2017                                       | Heerenveen (Países Bajos)       | Medalla de plata  | Clasificación general |